# Hudsonville
Hudsonville est une ville située dans le comté d'Ottawa dans l'État américain du Michigan. Après le recensement de 2000, la population de la ville était de 7 160 habitants.
En l'an 2000, il y avait 7 160 personnes, 2 514 ménages et 1 920 familles résidant dans la ville. La densité de la population a été 1,729,1 par mile carré (667,8/km²). Il y avait 2 598 unités de logement à une densité moyenne de 627,4 par mile carré (242,3/km²). La composition raciale de la ville était de 97.71 % blancs, 0,47 % afro-américains, 0,27 % Amérindiens, 0,41 % asiatiques, 0,01 % océaniens, 0,39 % d'autres races et 0,74 % de deux races ou plus. Les Latino ou hispaniques ont été 1,45 % de la population.
L'équipe de football d'Hudsonville a constamment remporté les championnats de quartier au cours des dernières années et est allé en finale dans plusieurs État à fréquentes reprises, le plus récent était en 2005. Ils ont terminé deuxième Division de football, perdant face à Birmingham frère Rice dans une bataille étroite.
L'équipe de football des filles de l'unité Christian High School a remporté les MHSAA State Championship années durant, et l'équipe de basket-ball des filles est allé à en finale deux années consécutives (2005-2006), remportant le titre de la catégorie b en 2006.
En 2005, l'équipe de football de garçons termine finaliste en Division 2 et en 2007, il est allé 25-0-1 pour remporter leur premier championnat de l'État en Division 2. Les croisés remporte à nouveau le titre de Division 2 en 2009.
Voici une liste des personnalités étant nées à Hudsonville :
- Joel Smeenge, ancien footballeur pro (New Orleans Saints)
- Taylor Lautner, acteur, est né à Grands Rapids et a grandi à Hudsonville jusqu'à l'âge de 11 ans
- Dirk Roberts, lauréat du meilleur film, meilleur acteur, meilleur réalisateur pour le clip Emotionitis